# ФК «Ньютон Хит (Ланкашир энд Йоркшир Рейлуэй)» в сезоне 1887/1888
Сезон 1887/88 стал для футбольного клуба «Ньютон Хит (Ланкашир энд Йоркшир Рейлуэй)» последним сезоном до вхождения клуба в систему лиговых турниров. В этом сезоне клуб выступил лишь в одном турнире, Кубке Манчестера и окрестностей, став его победителем во второй раз в своей истории.

## Кубок Манчестера и окрестностей
«Ньютон Хит Ланкашир энд Йоркшир Рейлуэй» в четвёртый раз принял участие в розыгрыше Кубка Манчестера и окрестностей. На этот раз клуб начал свои выступления со второго раунда, в котором встретился с «Хули Хилл». Соперник был разгромлен со счётом 7:0. В полуфинале «язычники» встретились с «Херстом» на нейтральном поле в Дентоне. Благодаря голам братьев Даути «Ньютон Хит» победил со счётом 2:0 и вышел в финал.
Как и в предыдущие сезоны, финал был сыгран на «Уолли Рейндж» на юге Манчестера. Соперником по финалу стал клуб «Дентон». «Ньютон Хит» без особых проблем одержал победу со счётом 7:1, выиграв свой второй трофей за четыре года.
| Дата           | Раунд     | Соперник  | Стадион (Д / В)         | Счёт | Авторы голов за «Ньютон Хит»                       | Зрители |
| -------------- | --------- | --------- | ----------------------- | ---- | -------------------------------------------------- | ------- |
| 17 марта 1888  | Раунд 2   | Хули Хилл | В                       | 7:0  | Берк, Джек Даути, Роджер Даути (2), 3 неизвестно   |         |
| 14 апреля 1888 | Полуфинал | Херст     | Дентон                  | 2:0  | Роджер Даути, Джек Даути                           | 3000    |
| 23 апреля 1888 | Финал     | Дентон    | Уолли Рейндж, Манчестер | 7:1  | Джо Дейвис, Берк, Джек Даути (3), Роджер Даути (2) | 8000    |

## Трансферы

### Пришли в клуб
| Дата         | Поз. | Имя           | Из клуба                         | Прим. |
| ------------ | ---- | ------------- | -------------------------------- | ----- |
| Октябрь 1887 | Хав  | Джек Оуэн     | Черк                             | [ 2 ] |
| Ноябрь 1887  | Хав  | Чарльз Фелтон | неизвестно                       | [ 3 ] |
| Декабрь 1887 | Нап  | Герберт Дейл  | Футбольная ассоциация Манчестера | [ 4 ] |

### Ушли из клуба
| Дата | Поз. | Имя             | В клуб     | Прим.  |
| ---- | ---- | --------------- | ---------- | ------ |
| 1887 | Вр   | Роберт Бэкетт   | неизвестно | [ 5 ]  |
| 1887 | Нап  | Эбер Дэвис      | неизвестно | [ 6 ]  |
| 1887 | Нап  | Джон Эрп        | неизвестно | [ 7 ]  |
| 1887 | Нап  | Джеймс Готеридж | неизвестно | [ 8 ]  |
| 1887 | Защ  | Эдвард Хауэллс  | неизвестно | [ 9 ]  |
| 1887 | Нап  | Лонгтон         | неизвестно | [ 10 ] |